# 구니요시촌 (도야마현)
구니요시촌(国吉村)은 도야마현 니시토나미군에 있던 촌이다. 현재 다카오카시 북서부의 구니요시 지구에 해당한다. 

## 역사
- 1889년 4월 1일 - 정촌제 시행에 의해 도나미군 구니요시촌이 성립하였다.
- 1896년 3월 29일 - 군 개편에 의해 도나미군에서 분립해, 니시토나미군이 성립하여, 니시토나미군에 속하게 되었다.
- 1949년 1월 1일 - 다카오카시에 편입되었다.

## 참고문헌
- 『市町村名変遷辞典』東京堂出版、1990年。